# Desa Sukawangi (administrativ by i Indonesien, lat -6,85, long 107,09)
Desa Sukawangi är en administrativ by i Indonesien.   Den ligger i provinsen Jawa Barat, i den västra delen av landet, 80 km söder om huvudstaden Jakarta.